# 死亡遊戲
《死亡遊戲》（英語：Game of Death）是一部未完成的香港武俠電影。1972年的秋季，李小龙開始創作及拍攝《死亡的遊戲》（原始版本較後續版本多出一個「的」字），但在進軍好莱坞演出《龍爭虎鬥》的大前提下，影片僅完成了約三分之一的鏡頭。
1973年7月20日，李小龍驟逝。嘉禾娛樂為《死亡遊戲》重寫故事，並請來《龍爭虎鬥》導演羅拔·高洛斯參與執導兼任編劇，再由韓籍演員金泰靖（當時藝名「唐龍」）補演未完成之部份，成為動作片並於1978年公映。但片中李小龍實際登場的畫面，僅有最後十餘分鐘左右的內容，
片中多幕對戰場面被視為經典（多集中於李小龍生前留下的拍攝場景），如李小龍在片中出現的黃色緊身服更成為經典服裝。

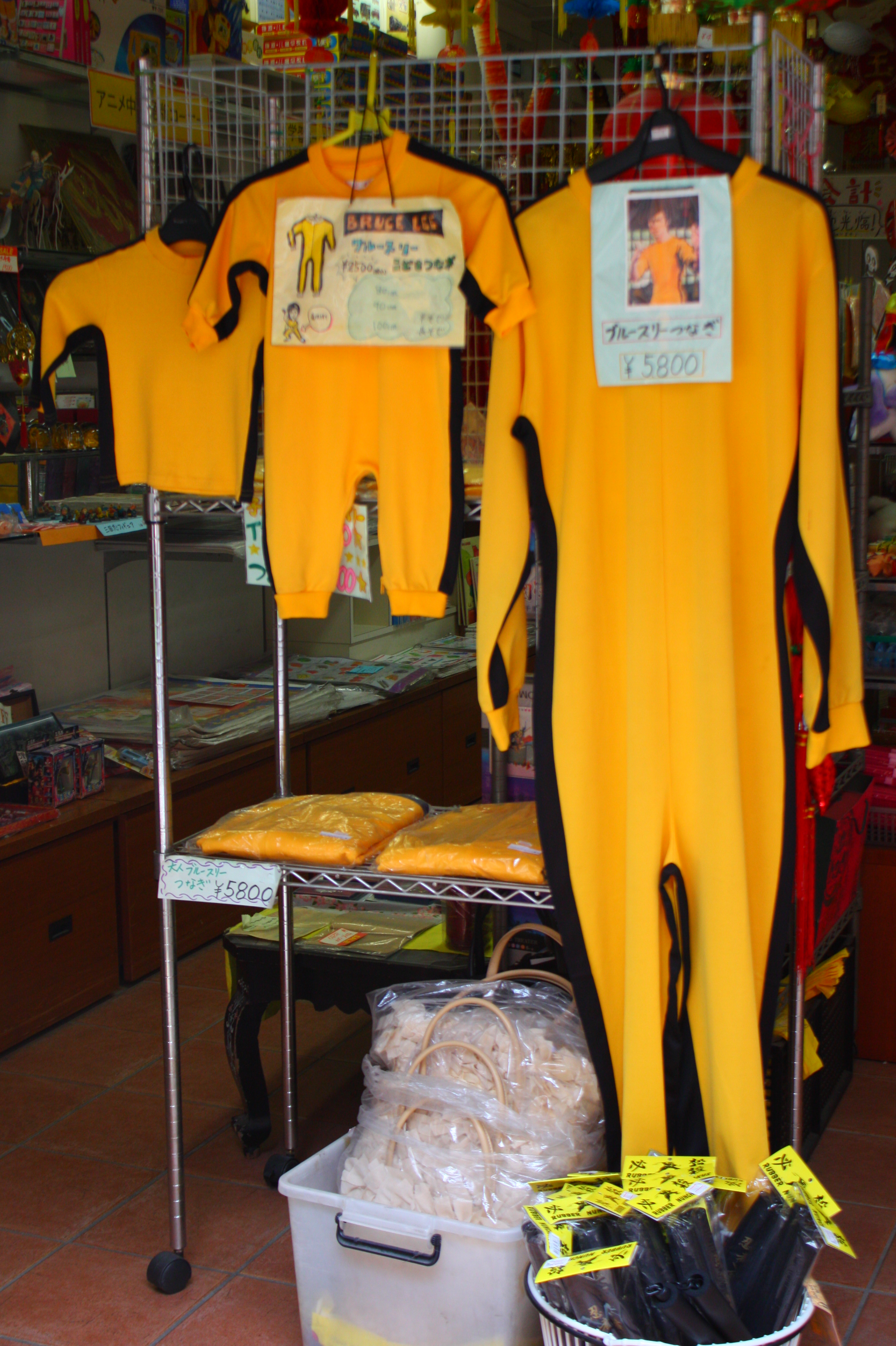
超市中贩售的李小龙黄色战服仿制品，其造型出自电影《死亡游戏》，此服装后来在流行文化中被广泛引用。

另外，片中主角盧比利的葬禮部份擷取李小龍真實的葬禮。

## 演員
主演：
- 李小龙 飾 盧比利
  - 唐龍（李小龍逝世後，接替其角色）
- 吉楊（Gig Young）
- 甸積加（Dean Jagger）
- 曉奧勃連（Hugh O'Brian）
- 歌蓮蘭（Colleen Camp）飾 安妮
- 羅伯特·沃爾（Robert Wall）
- 米路佛（Mel Novak）
- 伊魯山度（Danny Inosanto）
- 卡里姆·阿卜杜勒·贾巴尔（Kareem Abdul- Jabbar）

客串：
- （兼任武術指導）
- 池漢載
- 查克·羅禮士（Chuck Norris）
- 田俊（飾演同名角色）
- 李昆（片末聲演之開鎖匠）

## 故事大綱

### 1972年原版
一名武術奇才海天（李小龍）與另外五名武術家（其中三名分別為田俊、劉永和解元）來到韓國一座佛教寺院，並同時闖入其寺院五層寶塔，尋找寶塔中的一個神秘寶盒；而寶塔各層皆有一名不同國籍的武術家把守，每上一層都要進行生死較量。
最終海天（李小龍）贏得了寶盒，但宝盒里卻只有一張字條，上面寫著：「生是一個等待死亡的歷程」，他頓悟了即使武術頂尖也比不過生命無常，最後海天負傷與同伴攙扶離開寶塔。

### 1978年公映版
中國功夫超級明星盧比利（李小龍/唐龍 分飾），在電影拍攝現場遇到突如其來的意外。但他幸免于难。因为他受到黑幫組織首領藍博士的青睞，藍有意掌控在澳門舉辦的國際搏擊大賽，並極力拉攏比利入夥。然而比利深知藍的為人，拒絕與之合作，令其相當憤怒。不久，盧比利與歌星女友Ann一同出行，被藍博士一夥截路毆打，比利雖想起身反抗，由於擔心女友安危只得忍耐。
某次電影拍攝過程中，劇組道具槍的子彈被調包成真子彈，使得比利被擊中。比利大難不死，並在一個記者的幫助下營造死亡假象以矇騙藍，並伺機復仇。藍博士和手下到澳門企圖操縱賭博以謀利，盧比利喬裝潛入藍的住所打傷藍和幾名打手，藍開始對盧比利的死產生懷疑。
接著，澳門世界空手道大賽舉行，藍派出高手出場，過程中Ann趕到現場，想暗殺藍為比利報仇，比利馬上阻止。
賽後，盧比利潛入更衣室，打敗藍博士的空手道冠軍。藍派手下到比利的墓地調查，終於發現比利没有死。惱羞成怒的藍派員綁架Ann，比利憑藉高強的身手與匪徒周旋，將其一一擊敗。比利冒險闖進藍的南北樓，想將他們來個一網打盡，殊不知大樓内埋伏了三名高手。比利在第一層與菲律賓高手比試雙節棍，第二層與合氣道高手挑戰，第三層與身高2米多的美國人決戰。盧比利過關斬將，層層逼近，最後將藍博士的犯罪集團徹底粉碎。

## 原始構思

### 《李小龍: 死亡遊戲之旅》
1994年，相關授權人小约翰與李小龍遺孀蓮達·李·卡德威爾在李氏位於愛德荷州的故居中發現《死亡遊戲》之劇本及武術設計手稿，其中有部份片段沒有在公映版本中出現。
同年，小约翰飛往香港，與嘉禾高層商討尋片事宜。
得到貝伊·羅根（Bey Logan）的協助，小约翰在片倉中尋獲這些棄片，再根據原有劇本剪接成約90分鐘的紀錄片，並命名為《李小龍：死亡遊戲之旅》（Bruce Lee: A Warrior's Journey）。
此片在2000年11月27日於香港電影資料館作全球首映，以紀念李小龍六十歲冥壽。

### 靈感、故事與背景
大學時代，李小龍主修哲學，而他在融百家之長創立截拳道的演武過程中，領略到武術不僅是一門用以健身或搏擊的技藝，更是講求「天人合一」的學問。《死亡遊戲》的最初靈感來自佛教典故「七級浮屠」，講述一位絕頂高手，為了奪取傳說中的稀世珍寶而獨闖七層寶塔，經過連場激戰後到達塔頂，豈料藏寶匣內沒有稀世珍寶，只有一張紙，上面寫著：「生命是一段等待死亡的歷程」。眼見世間再無對手，高手感到孤寂和失落，並悟出縱使天下無敵，都要敗在死亡之下的道理。
李小龍也有類似感懷，作為一位影星，他已為香港的電影票房創造神話，連向來歧視華人的荷里活也破天荒地請他主演並監製電影。他本想將《死亡遊戲》推向極致，製作成史上最宏大的動作電影，然後另闢戲路，粉碎外界對其「一介武夫，毫無演技」的偏見，但沒想到「生命是一段等待死亡的歷程」會於1973年7月20日應驗，導致影片變成李小龍的未竟遺作。

### 塔的各層與守護者

#### 未拍攝
- 底層打手：小麒麟、元華、林正英、Bee Chan、胡奀及另外14名空手道黑帶
- 底層首領：杨斯
- 門衛：
- 第一層：合氣道及跆拳道高手黄仁植（僅拍了試鏡，詳見記錄片《李小龍的生與死》）
- 第二層豹殿：螳螂派高手木村武之；由田俊對戰。

#### 已拍攝
- 第三層虎殿：菲律賓棍王丹尼·伊诺山度；先由解元挑戰，不敵後由李小龍接戰。
- 第四層龍殿：韓國合氣道金帶宗師池漢載
- 第五層無名殿：身高2.2米的美國NBA球星卡里姆·阿卜杜勒-贾巴尔（本為黃淳樑，但因黃辭演而改為賈巴爾。）

### 其它構思角色
- 暴徒：韓英傑、元彪、徐忠信、元奎
- 海天妹妹：苗可秀
- 海天妻子：丁佩
- 海天影迷：成龍

## 片長
李小龍生前在拍攝本片時使用的影片膠卷長度約有100分鐘左右，在修剪之後約有90分鐘為現存李小龍生前最完整的現場拍攝影片，扣掉NG鏡頭的話，OK鏡頭的影片長度約有35～40分鐘的程度（為本片總長度的三分之一左右）。

## 拍攝地點
拍攝地點位於銅鑼灣蘭芳道川菜餐馆－南北樓、美利大廈（香港美利酒店前身）、皇都戲院（皇都戲院大廈前身）、九龍殯儀舘、香港電台廣播大廈、源成貨倉（源成中心前身）等。

## 歌曲
| 曲別         | 歌名                                                    | 演唱者       | 作曲      | 作詞             | 編曲      |
| 粵語版       | 死亡遊戲                                                | 羅文         | 顧嘉煇    | 國雄（即鄭國江） | 顧嘉煇    |
| 國語版       | 死亡遊戲                                                | 羅文         | 顧嘉煇    | 黃霑             | 顧嘉煇    |
| 美國版主題曲 | Will This Be The Song I'll Be Singing Tomorrow?（英語） | Colleen Camp | 約翰·巴瑞 | 約翰·巴瑞        | 約翰·巴瑞 |

## 外部連結
- 開眼電影網上《死亡遊戲》的資料（繁體中文）
- 豆瓣电影上《死亡遊戲》的資料 （简体中文）
- 时光网上《死亡遊戲》的資料（简体中文）
- AllMovie上《死亡遊戲》的资料（英文）
- 爛番茄上《死亡遊戲》的資料（英文）
- 香港影庫上《死亡遊戲》的資料（繁體中文）
- 互联网电影数据库（IMDb）上《死亡遊戲》的资料（英文）
- 死亡遊戲 （页面存档备份，存于），1978年電影。
- 李小龍五大經典電影回顧：《死亡遊戲》 （页面存档备份，存于）
- 《死亡遊戲 Redux》 - TMDb

（页面存档备份，存于）